# わが家の友だち10チャンネル
『わが家の友だち10チャンネル』（わがやのともだちじゅっチャンネル）は、1977年4月1日にテレビ朝日系列局で生放送された大型特別番組である。正式タイトルは『わが家の友だち10チャンネル 徹子のナマナマ10時間半』（ - てつこのナマナマじゅうじかんはん）。

## 概要
8時から18時25分まで（JST）東京・渋谷PARCO part1に設けられたサテライトスタジオからの生放送を軸に、レギュラー番組も織り込んで放送された特別番組である。同日に「日本教育テレビ」（通称：NET）の社名が「全国朝日放送」（通称：テレビ朝日、ANB）に変更されたのに伴い、「テレビ朝日誕生記念番組」の一環として編成された番組で、通常番組のほかにも様々な生放送番組で構成されていた。『徹子の部屋』の司会者で、当時「テレビ朝日へ改名」の宣伝タレントだった黒柳徹子がメインを務めた。
同日には、この後19:00から『全国ちびっこ特ダネ合戦』、そして21:00から『オールスター春の東西対抗歌合戦!!』と、2本の誕生記念特別番組が編成された。

## 放送時間
- 金曜 8:00 - 18:25 (10時間25分、JST)

## 出演者

### 総合司会
- 黒柳徹子

### サブ司会
- あのねのね

### モーニングショー
- 溝口泰男
- 渡辺直子

### 徹子とゆかいな仲間たち
- 永六輔
- 沢村貞子
- 柳家小さん
- カルーセル麻紀
- 島田祐子

ほか

### アフタヌーンショー
- 川崎敬三
- 小林千登勢

### シャボン玉プレゼント
- 横山やすし・西川きよし
- 五木ひろし

### 徹子の部屋
- 寬仁親王

### 青空じゃんけん大会
- 牧伸二

### にんげん朝日・みんな友だち
- 坂上二郎
- 野坂昭如
- 悠木千帆（後の樹木希林）
- ペドロ&カプリシャス

ほか

## 放送内容
- 8:00 - 8:30：オープニング
- 8:30 - 9:30：モーニングショー
- 9:30 - 11:45：徹子とゆかいな仲間たち - 黒柳徹子とゲストの「友だち」をテーマにしたトーク。
- 11:45 - 12:00：ANNニュースライナー
- 12:00 - 13:00：アフタヌーンショー
- 13:00 - 13:15：シャボン玉プレゼント - これのみ朝日放送製作。歌のゲストは五木ひろし。
- 13:15 - 14:00：徹子の部屋 - ゲストは寬仁親王。この日からワンコーナー「フラッシュクイズ」が無くなり、全てトークとなった。
- 14:00 - 18:25：青空じゃんけん大会・にんげん朝日・みんな友だち - 「青空じゃんけん大会」は、明治神宮外苑の聖徳記念絵画館前に一般参加者が出場し、牧による『大正テレビ寄席』の「チュー拳 勝抜き大合戦」と同じ口調の「みんな〜友だち、ジャンケンホイ!」の掛け声でじゃんけんをした。優勝者には自動車が贈られた。「にんげん朝日」ではオークションが行われ、悠木千帆が芸名を売り出し、後日芸名を「樹木希林」に変えた。